# فرودگاه لیک سمکو ریجنل
فرودگاه لیک سمکو ریجنل  (به انگلیسی: Lake Simcoe Regional Airport) (به زبان بومی: Barrie-Orillia (Lake Simcoe Regional) Airport) یک فرودگاه همگانی باربری با کد یاتا YLK است که یک باند فرود آسفالت دارد و طول باند آن ۱٬۸۲۹ متر است. این فرودگاه در شهر بری (انتاریو) کشور کانادا قرار دارد و در ارتفاع ۲۹۵ متری از سطح دریا واقع شده است.